# Racodiscula
Racodiscula is een geslacht van sponsdieren uit de klasse van de Demospongiae (gewone sponzen). 

## Soorten
- Racodiscula asteroides Zittel, 1878
- Racodiscula clava sensu Topsent, 1892
- Racodiscula sceptrellifera (Carter, 1881)
- Racodiscula spinispirulifera (Carter, 1880)

Niet geaccepteerde soort:
- Racodiscula incrustans, is dezelfde soort als Kaliapsis incrustans